# Creature with the Atom Brain (film din 1955)
Creature with the Atom Brain este un film SF american din 1955 regizat de Edward L. Cahn. În rolurile principale joacă actorii Richard Denning, Angela Greene, S. John Launer.

## Prezentare
Gangsterul deportat - americanul Frank Buchanan (Michael Granger) - îl forțează pe omul de știință ex-nazist Wilhelm Steigg (Grigorie Gaye) să creeze zombi prin învierea unor cadavre cu ajutorul radiațiilor, cu scopul de a se răzbuna pe dușmanii săi.

## Actori
- Richard Denning este Dr. Chet Walker
- Michael Granger este Frank Buchanan
- Angela Stevens este Joyce Walker
- Larry J. Blake este Reporter #2
- Lane Chandler este Gen. Saunders
- Charles Horvath este Creature
- Gregory Gaye este Dr. Wilhelm Steigg
- Pierre Watkin este Mayor Bremer
- Richard H. Cutting este Dick Cutting, Radio Broadcaster